# Каменське сільське поселення (Граховський район)
Ка́менське сільське поселення (рос. Каменское сельское поселение) — колишнє муніципальне утворення в складі Граховського району Удмуртії, Росія. Адміністративний центр — присілок Каменне.
Законом Удмуртської Республіки від 17.05.2021 № 47-РЗ ліквідовано через перетворення муніципального району на муніципальний округ.
Населення — 652 особи (2015; 676 в 2012, 700 в 2010).

## Склад
До складу поселення входять такі населені пункти:
| Населений пункт          | Населення, осіб (2010) | Населення, осіб (2012) |
| ------------------------ | ---------------------- | ---------------------- |
| Іж-Боб'я, присілок       | 189                    | 186                    |
| Каменне, присілок        | 415                    | 399                    |
| Нижні Адам-Учі, присілок | 96                     | 91                     |
| Руські Адам-Учі, село    | 0                      | 0                      |

## Господарство
В поселенні діють 2 школи, 2 садочки, бібліотека, 2 клуби, 2 фельдшерсько-акушерських пункти, 2 бібліотеки. Серед підприємств працюють 6 фермерств та магазин.